# 江口孝義
江口 孝義（えぐち たかよし、1969年5月15日 - ）は、佐賀県小城市出身の元プロ野球選手（投手）。1996年の登録名は江口 嵩芳（読み同じ）。

## 来歴・人物
佐賀工業高在学中、1987年に夏の選手権にエースとして出場を果たす。大会では最速148km/hを記録するなど、本格派右腕として脚光を浴びた。チームは初戦である2回戦で東海大甲府高を2-1で破ったが、3回戦で習志野高に4-12と大敗した。
プロ入りには消極的で、高校卒業後は社会人野球のNTT九州に入社する。入社後も「アマチュアNo.1投手」と高評価を受け、社会人2年目で全日本代表メンバーにも選出された。順風満帆であったが、社会人3年目に右肩を痛め、プロ入り前に「肩の故障があるからプロ入りは拒否」と各球団に提示。すでに野球部を退部していたものの、1990年のプロ野球ドラフト会議で肩の治療を約束の上で福岡ダイエーホークスが3位で指名した。プロ入りについては、当時のスカウトであった小川一夫の熱心な勧誘も決め手となったとされる。
プロ入り後は、1年目の1991年から一軍登板を果たすが、右肩の故障で低迷。1996年には、登録名を江口 嵩芳に改めたが、シーズン終了後の戦力外通告を機に現役を引退した。
引退後は、熊本県の西日本リハビリテーション学院に通いながら、理学療法士の国家試験に合格した。さらに、病院での勤務を経て、プロ野球選手のトレーナーを目指すべく鍼灸師の資格を取得。2006年から2013年まで、オリックス・バファローズでトレーナーを務めた。2014年からは、ダイエーの後継球団・福岡ソフトバンクホークスのトレーナーへ転身。現役を引退してから18年振りに、二軍のトレーナーとしてホークスへ復帰することになった。2020年11月21日に球団に退団の意思を伝えていることが報じられ、12月25日、退団することが発表された。
2024年10月31日、北海道日本ハムファイターズの二軍投手コーチに就任。背番号は92。

## 詳細情報

### 年度別投手成績
| 年 度     | 球 団     | 登 板 | 先 発 | 完 投 | 完 封 | 無 四 球 | 勝 利 | 敗 戦 | セ 丨 ブ | ホ 丨 ル ド | 勝 率 | 打 者 | 投 球 回 | 被 安 打 | 被 本 塁 打 | 与 四 球 | 敬 遠 | 与 死 球 | 奪 三 振 | 暴 投 | ボ 丨 ク | 失 点 | 自 責 点 | 防 御 率 | W H I P |
| --------- | --------- | ----- | ----- | ----- | ----- | -------- | ----- | ----- | -------- | ----------- | ----- | ----- | -------- | -------- | ----------- | -------- | ----- | -------- | -------- | ----- | -------- | ----- | -------- | -------- | ------- |
| 1991      | ダイエー  | 8     | 0     | 0     | 0     | 0        | 0     | 0     | 0        | --          | ----  | 39    | 8.2      | 6        | 0           | 7        | 0     | 0        | 6        | 0     | 0        | 4     | 4        | 4.15     | 1.50    |
| 1992      | ダイエー  | 6     | 1     | 0     | 0     | 0        | 0     | 1     | 0        | --          | .000  | 47    | 10.1     | 13       | 3           | 4        | 0     | 0        | 5        | 0     | 0        | 7     | 7        | 6.10     | 1.65    |
| 1995      | ダイエー  | 2     | 0     | 0     | 0     | 0        | 0     | 0     | 0        | --          | ----  | 13    | 3.0      | 0        | 0           | 3        | 0     | 1        | 2        | 1     | 0        | 0     | 0        | 0.00     | 1.00    |
| 通算：3年 | 通算：3年 | 16    | 1     | 0     | 0     | 0        | 0     | 1     | 0        | --          | .000  | 99    | 22.0     | 19       | 3           | 14       | 0     | 1        | 13       | 1     | 0        | 11    | 11       | 4.50     | 1.50    |

### 記録
- 初登板：1991年9月11日、対ロッテオリオンズ20回戦（平和台球場）、6回表に3番手で救援登板、1回無失点
- 初奪三振：1991年9月16日、対西武ライオンズ22回戦（西武ライオンズ球場）、8回裏に森博幸から
- 初先発：1992年6月18日、対オリックス・ブルーウェーブ15回戦（グリーンスタジアム神戸）、2回0/3を6失点で敗戦投手

### 背番号
- 51 （1991年）
- 15 （1992年 - 1994年）
- 41 （1995年 - 1996年）
- 92 （2025年[6] - ）

### 登録名
- 江口 孝義 （えぐち たかよし、1991年 - 1995年）
- 江口 嵩芳 （えぐち たかよし、1996年）